# Instituto AC Córdoba
Instituto Atlético Central Córdoba jest argentyńskim klubem z siedzibą w mieście Córdoba.

## Osiągnięcia
- Mistrz ligi prowincjonalnej Liga Cordobesa (7): 1925, 1926, 1927, 1928, 1961, 1966, 1972
- Mistrz drugiej ligi argentyńskiej (2): 1998/99, 2003/04

## Historia
Jak wiele innych klubów w Argentynie, Instituto założyli pracownicy kolejowi. Klub założony został w roku 1918 pod nazwą Instituto Ferrocarril Central Córdoba.
W wyniku przeprowadzonej reorganizacji klubu sześć lat później wzięto pod uwagę, że większość członków klubu pochodzi z okolic Alta Córdoba i zmieniono nazwę na obecnie obowiązującą - Instituto Atlético Central Córdoba.
Wkrótce po założeniu klubu Instituto szybko dotarł do pierwszej ligi prowincji Córdoba Liga Cordobesa, którą wygrał w latach 1925, 1926, 1927 i 1928. Wraz z wprowadzeniem futbolu zawodowego w Argentynie w roku 1931 dla klubu zaczęły się chude lata. Ten mizerny okres zakończył się w latach 60. XX wieku, kiedy to klub ponownie wygrał prowincjonalną ligę w 1961, potem w 1966 i w końcu w 1972 docierając do drugiej ligi argentyńskiej.
Po okresie pobytu w drugiej lidze klub występował w pierwszej lidze w latach 80., po czym ponownie spadł do drugiej ligi w sezonie 1988/89.
Instituto w sezonie 1998/99 pierwszy został mistrzem drugiej ligi argentyńskiej. W wyniku tego sukcesu awansował do ligi pierwszej, ale tylko na jeden sezon.
W sezonie 2003/04 Instituto wygrał turniej Apertura. O mistrzostwo drugiej ligi klub musiał zmierzyć się ze zwycięzcą turnieju Clausura - w tym przypadku z zespołem Club Almagro. Po porażce na wyjeździe 0:1, Instituto wygrał u siebie 2:0 i drugi raz w historii został mistrzem drugiej ligi i awansował do pierwszej. W sezonie 2004/05 uratował się przed spadkiem wygrywając baraże, jednak w 2005/06 Instituto nie zdołał utrzymać się w pierwszej lidze i po raz kolejny spadł do drugiej ligi.
Do pierwszej ligi klub powrócił w 2022 roku.